# Джагларгі
Джагларгі (рос. Джагларги) — село у Курчалоївському районі Чечні Російської Федерації.
Населення становить 511 осіб. Входить до складу муніципального утворення Регитинське сільське поселення.

## Історія
Згідно із законом від 20 лютого 2009 року органом місцевого самоврядування є Регитинське сільське поселення.

## Населення
| 1990 | 2002 | 2010 |
| ---- | ---- | ---- |
| 342  | ↘280 | ↗511 |